# Piedra libre (álbum)
Piedra libre es el quinto álbum de estudio de la banda argentina de heavy metal Almafuerte, publicado en 2001 por Interdisc. 

## Detalles
Este es el primer disco de Almafuerte en que Ricardo Iorio no toca el bajo, dedicándose a partir de aquí solo a cantar. Si bien en el libro del disco figura que Ricardo toca el bajo, en realidad fue grabado por el "Tano Marciello" (lo cuenta él mismo en su autobiografía).
El tema "Sirva otra vuelta pulpero" es un cover de la banda uruguaya Cuchilla Grande.

## Lista de canciones
Todas las letras por Ricardo Iorio, y toda la música por Claudio Marciello, excepto donde se indique.

| N.º | Título                                         | Escritor(es)                               | Duración |  |
| 1.  | «Las aguas turbias suben esta vez»             |                                            | 3:55     |  |
| 2.  | «Orgullo argentino»                            |                                            | 3:53     |  |
| 3.  | «Por ser yo»                                   |                                            | 3:48     |  |
| 4.  | «Allí en San Juan»                             |                                            | 4:25     |  |
| 5.  | «Amanecer en Open Door»                        |                                            | 2:56     |  |
| 6.  | «Regresando»                                   |                                            | 2:30     |  |
| 7.  | «De un mañana bajo tierra»                     |                                            | 2:53     |  |
| 8.  | «Sirva otra vuelta, pulpero» (Cuchilla Grande) | Diego Petru Gabriel Tesija Miguel Zorrilla | 3:42     |  |
| 9.  | «Cumpliendo mi destino»                        |                                            | 4:08     |  |
| 10. | «Para todos mis compañeros» (Instrumental)     |                                            | 1:49     |  |

## Créditos
- Ricardo Iorio - voz
- Claudio Marciello - guitarra, bajo
- Bin Valencia - batería